# Stenomesson moldenkei
Stenomesson moldenkei är en amaryllisväxtart som beskrevs av Hamilton Paul Traub. Stenomesson moldenkei ingår i släktet Stenomesson och familjen amaryllisväxter. Inga underarter finns listade i Catalogue of Life.